# Condado de Preston
El condado de Preston (en inglés: Preston County), fundado en 1818, es uno de los 55 condados del estado estadounidense de Virginia Occidental. En el año 2000 tenía una población de 29.334 habitantes con una densidad poblacional de 17 personas por km². La sede del condado es Kingwood.

## Geografía
Según la Oficina del Censo, el condado tiene un área total de 1686 km² (651 mi²), de la cual 1678 km² (647,9 mi²) es tierra y 8 km² (3,1 mi²) (0.47%) es agua.

### Condados adyacentes
- Condado de Fayette - norte
- Condado de Garrett - este
- Condado de Grant - sureste
- Condado de Tucker - sur
- Condado de Barbour - suroeste
- Condado de Taylor - oeste
- Condado de Monongalia - noroeste

### Carreteras
| - Interestatal 68 - U.S. Highway 50 - U.S. Highway 219 - Ruta de Virginia Occidental 7 | - Ruta de Virginia Occidental 24 - Ruta de Virginia Occidental 26 - Ruta de Virginia Occidental 72 - Ruta de Virginia Occidental 92 |

## Demografía
En el 2000 la renta per cápita promedia del condado era de $27 927, y el ingreso promedio para una familia era de $32 904. En 2000 los hombres tenían un ingreso per cápita de $26 440 versus $17 905 para las mujeres. El ingreso per cápita para el condado era de $13 596. Alrededor del 18,30% de la población estaba bajo el umbral de pobreza nacional.

## Comunidades

### Ciudades y pueblos
| - Albright - Brandonville - Bruceton Mills - Kingwood - Masontown | - Newburg - Reedsville - Rowlesburg - Terra Alta - Tunnelton |

### Comunidades no incorporadas
| - Afton - Alpine Lake - Amboy - Arthurdale - Aurora - Austen - Borgman - Bretz - Cascade - Clifton Mills - Corinth | - Cuzzart - Denver - Eglon - Etam - Evansville - Fellowsville - Gladefarms - Hazelton - Hopemont - Hopewell - Horse Shoe Run - Howesville | - Independence - Israel - Little Sandy - Manheim - Manown - Marquess - Mount Olivet - Mount Vernon - Orr - Pisgah - Pleasantdale | - Preston - Rockville - Rodemer - Rohr - Ruthbelle - Saint Joe - Scotch Hill - Sell - Silver Lake - Sinclair - Snider | - Stevensburg - Sugar Valley - Threefork Bridge - Turner Douglass - Valley Point - Victoria - West End - White Oak Springs - Zevely |